# Pyrearinus termitilluminans
Pyrearinus termitilluminans é uma espécie de besouro da família Elateridae. Ocorre no Brasil, na região que se estende do Cerrado de Goiás até alguns trechos da Floresta Amazônica. A espécie tem ganhado notoriedade e destaque no mundo todo por gerar o fenômeno da bioluminescência em cupinzeiros, que ocorre principalmente nas áreas do Parque Nacional das Emas.